# Contabilitate în partidă dublă
Contabilitate în partidă dublă este un principiu, o convenție fundamentală, conform căreia orice operație economică se introduce în contabilitate prin afectarea simultană și cu aceeași sumă, a două conturi, din care unul se debitează și altul se creditează. Dubla înregistrare face parte dintr-o tripletă - contul, dubla înregistrare și analiza contabilă a operațiilor  economice - care definesc funcționarea sistemului de înregistrare contabilă.

## Dublă înregistrare
Când vorbim de "dublă înregistrare" trebuie să avem în vedere ca ea nu este doar un principiu (oarecare) al contabilității, ci, mai mult, o culme a gandirii contabile, raționamentul fundamental pe baza căruia Luca Pacioli și-a construit modelul matematic, ce a devenit apoi o știință de căpătâi a economiei - contabilitatea - si care antreneaza deopotrivă: sistemul documentelor, registrele, bilanțul inițial, conturile și regulile de funcționare a acestora, etc., toate acestea dând  caracterul de infailibilitate al contabilității, în calitatea sa de sistem ideal pentru evidențierea capitalului și a patrimoniului administrat, privit sub dublul său aspect: de valori economice și de obligații sau resurse.
La rândul său dubla înregistrare derivă din următoarele raționamente de bază:
a) bilanțul, ca procedeu metodologie, reflectă patrimoniul sub un dublu aspect și anume: al conținutului și structurii sale material-monetare pe de-o parte, al surselor de proveniență și obligațiilor pe de altă parte;
b) sub o altă fațetă orice operație economică produce inevitabil o dublă modificare În situația patrimonială a agentului economic, reprezentată prin intermediul bilanțului contabil;
c) dacă pentru fiecare post al bilanțului, în contabilitatea curentă se deschide câte un cont, Înseamnă că orice operație sau fenomen, atestate prin documente, va afecta neapărat două conturi;  
d) legătura totală (și în dublu sens) dintre posturile bilanțului și conturi, precum și mecanismul de funcționare a acestora sunt astfel concepute încât în mod implacabil orice operație afectează simultan două conturi și anume debitul unuia și creditul altuia.
Sintetizând deci fenomenul metodologic al dublei înregistrări este important să se rețină următoarele aspecte ce țin de metodă, procedurile și conexiunile contabile:
- înregistrarea concomitentă a unei operații economice în două conturi și anume în debitul unui cont și în creditul altui cont poartă numele de "dublă inregistrare", ca cea mai perfectă convenție contabilă de înscriere ("blocare") în conturi, respectiv de codificare a operațiilor și fenomenelor economice care traversează gestiunea patrimonială a agentului economic, instituțional, public etc.
- între cele două conturi care reflectă o anumită operație economică se stabilește o legătură logică, de reciprocitate care poartă numele de "corespondența conturilor" (iar conturile folosite se numesc "conturi corespondente").
- reprezentarea practic-curentă a dublei înregistrări se realizează prin intermediul unei "egalități valorice" perfecte denumită formulă contabilă (sau "articol contabil"), în care elementele de "translocare" în conturi a fenomenelor se regăsesc așezate grafic, pe macheta Registrului jurnal :

Contul care    =    Contul care   -    Suma unică ce se
se debitează        se creditează    înscrie în fiecare cont
Dar problema nu este deloc simplă, pentru că orice operație economică trebuie supusă unei analize contabile sub aspectul modificărilor ce se produc în sistemul bilanțier de reflectare a patrimoniului și implicit al conturilor ce le evidențiază.
Analiza contabilă constă în cercetarea pe bază de documente a fiecărei operații economice, în scopul stabilirii conturilor corespondente și a părții acestora (debit sau credit) în care urmează să fie înregistrată operația respectivă.
Analiza contabilă se parcurge "pas cu pas" în următoarea ordine:
- - determinarea elementelor de activ sau de pasiv ale reprezentării bilanțiere care au suferit modificări ca urmare a operației ce a avut loc și care trebuie înregistrată, precum și sensul acestor modificări (de scădere sau de majorare a elementelor respective);
- -  stabilirea conturilor corespondente cu ajutorul cărora se ține evidența elementelor de activ sau de pasiv la care se referă operația economică ce trebuie înregistrată;
- - definitivarea, potrivit regulilor de funcționare a conturilor, a părții (debit sau credit) fiecărui cont în care urmează să se înregistreze operația supusă analizei.

În activitatea practică de realizare a lucrărilor contabile, etapa de "analiză" se parcurge deseori instantaneu, invizibil, în funcție de experiență și cunoaștere dar, oricum, rezultatul său îl constituie stabilirea corectă a egalității conturilor sau a formulei contabile de reflectare a respectivei operații economice.
Să vedem un caz.
- Firma "X" cumpără materiale de întreținere de la un «  terț » (furnizor): prețul comerciantului – 1.000 Lei , plus 19% taxa pe valoarea adăugată: 190 Lei ; total de plată: 1.190 Lei.
- Documentele oficiale sunt: factura și nota de intrare-recepție.
- Modificările produse, privite global, inseamnă: creșterea activelor patrimoniale concomitent cu creșterea datoriilor, pentru suma ce trebuie plătită furnizorului.
- Dar formula contabila trebuie să mai țină seama și de alți factori: dacă cele două firme sunt sau nu plătitoare  de t.v.a., dacă materialele se predau pe loc sau urmează a fi ridicate mai tarziu, daca plata se face pe loc în numerar sau urmează a emite un ordin de plată sau un bilet la ordin, cine plătește transportul și multe altele.

- (a) Dacă cumpărătorul sau vânzătorul nu sunt plătitori de t.v.a.:

301           =            401         1.190    1.190
Materiale auxiliare           Furnizori     (suma de plată)
Aceasta este formula contabilă și întrucât se debitează și, respectiv, se creditează numai câte un cont se numește "formulă contabilă simplă".
- (b) Dacă avem de-a face cu un agent economic plătitor de t.v.a. , formula contabilă trebuie să o evidențieze  separat, ea fiind un drept al său  «de deducere», iar formula contabilă va fi:

(  Extras  din  Registrul jurnal’’ ):
Explicații       Contul  care         Contul care        S u m a
```
                se debitează         se creditează
                                 
                                                       Debit     Credit
```

```
                       %        =            401                  1.190
                                         Furnizori
                                                                               
                 301-Materiale aux.                    1.000
                 442-T.V.A                               190
```

Aceasta este "formula contabilă compusă" întrucât ea conține două formule contabile simple:  
```
          301    =         401         -               1.000   și           442    =         401        -                  190         
```

Pe care trebuie să o folosim? Pe oricare, numai că este bine să alegem varianta care să asigure citirea "încrucișată" a fiecărui cont cu corespondentul său din relația de blocare a operației respective (în cazul de fața, mai corectă este formula contabilă compusă).
Remarcă: să nu uităm, formula contabilă se scrie pe machetă Registrului jurnal, care poate  fi și un set de registre ce se centralizează  și urmează un anume tratament de control și păstrare.Concomitent,pentru fiecare cont se deschide câte o partidă în Registrul cartea mare, în care se centralizează rulajele debitoare și creditoare ale acestora, defalcate pe conturi corespondente.
De asemeni, să nu avem impresia că o anume operație economică, spre exemplu o aprovizionare cu materiale, se reflectă numai printr-o formulă contabilă, ci prin mai  multe, defălcate omogen : primirea materialelor, plata cheltuielilor de transport, plata furnizorului și încă alte situații particulare.
Dubla înregistrare și formula contabilă constituie un model economic ideal pentru reprezentarea și urmărirea patrimoniului care fac din contabilitate, datorită autocontrolului și clasării "la ordin" a informațiilor, un sistem unic și ideal de conducere financiară a afacerilor, de suport real al promisiunilor, de analiză, control și fiscalitate, un sistem unic și de neînlocuit.
În fapt "Legea contabilității"(nr.82/1991,republicata 2007) prevede expres că "contabilitatea se conduce în partidă dublă" (în varianta cu două circuite, precizăm noi), ceea ce trebuie să asigure:
- a) Înregistrarea cronologică și sistematică în contabilitate a tuturor operațiilor patrimoniale, în funcție de natura lor, în mod simultan, în debitul unui cont și creditul altuia (sau altor conturi), denumite conturi corespondente (și invers);
- b) stabilirea totalului sumelor debitoare și creditoare, precum și a soldului final al fiecărui cont;
- c) Întocmirea balanței de verificare, ea reflectând egalitatea dintre totalul sumelor debitoare și creditoare și totalul soldurilor debitoare și creditoare ale conturilor;
- d) prezentarea situației patrimoniului și a rezultatelor obținute, respectiva activelor și pasivelor prin bilanț, precum și a veniturilor, cheltuielilor și a profitului/pierderilor prin contul de profit și pierdere (sau contul de execuție).

Sistemul conturilor "în cadrul general", dubla înregistrare și generalizarea bilanțieră formează un angrenaj infailibil pentru urmărirea și. controlul patrimoniului și al rezultatelor activității de prea mare finețe și utilitate spre a nu fi realizat întocmai, indiferent de efortul pe care îi reclamă.